# Mimotrypanius
Mimotrypanius es un género de escarabajos longicornios de la tribu Acanthocinini que contiene una sola especie, Mimotrypanius samoanus. La especie fue descrita por Breuning en 1973.
Se distribuye por Samoa. Mide aproximadamente 6,5 milímetros de longitud.